# Fédération nationale des éducateurs de jeunes enfants
La Fédération nationale des éducateurs de jeunes enfants (FNEJE) est une association française regroupant des éducatrices et éducateurs de jeunes enfants (professionnels et étudiants) au sein de 19 associations départementales ou régionales.
Créée en 1973 sous le nom de F.N.E.J.E.J.E.S (Fédération Nationale des Éducateurs de Jeunes Enfants et de Jardinières-Éducatrices Spécialisées), elle a changé de nom en 1982 pour devenir la FNEJE.